# Grad Ivnik

Grad Ivnik (nemško Schloss Eibiswald) je srednjeveški grad, ki stoji v trškem naselju Ivnik ob severnem vznožju Kozjaka na avstrijskem Štajerskem ob cesti Arnež - Radeljski prelaz. Njegova zgodovina sega v drugo polovico 12. stoletja. Od leta 1953 je grad v lasti Štajerske gospodarske zbornice , ki tam vodi državno poklicno šolo.

## Lokacija
Grad stoji na hribu v lokalnem območju trga Ivnik.

## Zgodovina
Na mestu današnjega gradu je nekoč stal grad, verjetno zgrajen okoli leta 1170, ki je bil prvotno verjetno v lasti Cmureških gospodov, za varovanje ceste preko  Radeljskega prelaza. Velja za naslednika kompleksa objektov na „Turnškovem vrhu“ južno od Ivnika, katerega začetki segajo tudi v 11. in 12. stoletje Konec 15. stoletja so obzidje kompleksa na Turškovem vrhu uporabili za razširitev gradu Ivnik. Ni mogoče natančno določiti, kdaj se je upravni fokus premaknil s kompleksa Turnškovega vrha na grad Ivnik; sprememba je povezana s preoblikovanjem Ivnika v času vladavine češkega kralja Otokarja II. Přemysla, ki je bil od leta 1261 tudi vladar Štajerske. Potem ko je rod Cmureških gospodov izumrl, je grad prišel v roke deželnega kneza. Gospostvo Ivnik je bilo prvič omenjeno v listini iz leta 1255, ko ga je deželni knez skupaj s pripadajočim okrajnim sodiščem podelil Herbortu iz Füllensteina. V 13. stoletju se je grad imenoval „Ybanswalde“, kar je mogoče povezati z nekim gospodom Iwein. Leta 1294 je posest pridobil kot fevd Hartnid Vildonski. Vildonski gospodje so posest podelili v sekundaren fevd svojim ministerialom, ki so se pričeli imenovati po Ivniku (Ivniški), s katerimi pa niso bili v sorodstvu.
Vildonske gospode so leta 1332 nasledili Viltuški gospodje. Ti so morali za poravnavo različnih dediščinskih zahtev leta 1345 grad zastaviti Hugu Devinskemu  (de Tybein (Duino)). Leta 1401 je grad in gospostvo Ivnik pripadlo Rudolfu I.  Walseejskemu . V času »Walseejske fajde« so na grad vdrli plačanci vojvode Ernsta Železnega. Po sklenitvi miru z vojvodo je prišel Ivnik spet v posest  Walseejskih, ki pa so ga morali leta 1456 za kratek čas zastaviti Leopoldu Stubenberškemu. Leta 1464 je Volfgang V. Walseejski gospostvo prodal cesarju Frideriku III., ki ga je nekaj let kasneje dal v najem Viljemu Grasslu. Po tem, ko je Grassl padel v bitki proti Turkom, je leta 1475 Andrej Spangsteiner prevzel najem. Leta 1479 so ga zasedli Madžari. Nato pa je leta 1500 Maksimilijan I. gospostvo prodal Sigmundu Ivniškemu. Leta 1532 so Turki z vdorom na Radeljski prelaz opustošili tam ležeče kmetije, ki so pripadale gospostvu, vendar samega gradu niso napadli. 

Leta 1572 je prišlo do požara, ki je uničil grad. Viljem Ivniški je dal ruševine po požaru obnoviti in razširiti v renesančno graščino. Po njegovi smrti leta 1576 se je gospostvo vrnilo v roke deželnega kneza. Viljemova brata, Krištof in Jurij, ga nista mogla odkupiti kot tudi ne najeti. Nadvojvoda Karel II. Avstrijski je grad leta 1579 prodal Hansu Leybu, ki ga je še naprej razširil. Leta 1622 je poset prašla v last Juliusa Neidhart iz Mörsperga (kasneje grofa Mörsperškega in Beffortskega), ki je posest leta 1624 pridobil kot alod. Med leti 1639 in 1674 so gospostvo znova pridobili baroni Ivniški. Po letu 1674 je grad prešel v last Ota Viljema grofa  Schrottenbacha (Schrattenbach) in njegove družine. Od leta 1775 je bil upravitelj Ignaz Ernst Purgay, od leta 1784 najemnik in od 1800 lastnik gospostva Ivnik. Ker je bil Purgay zaradi neuspešnih špekulacij v dolgovih, je bilo premoženje leta 1820 zaplenjeno in leta 1829 prodano Frideriku Juriju Hansa. Družina Hansa je bila lastnica gradu do leta 1883. Leta 1890 je Zveza Vincenc za prostovoljno oskrbo grad kupila in tam postavila deški internat, ki je obstajal do leta 1938. Od leta 1953 je stavba v lasti Štajerske gospodarske zbornice, ki v njej vodi deželno poklicno šolo za elektroinštalaterske tehnike in radiomehanike. Zadnja obnova gradu je bila leta 1985.